# Ambriszentán
Az ambriszentán (INN: ambrisentan) pulminális hipertónia elleni gyógyszer. Elsősorban a betegségnek a WHO-besorolás szerinti II. és III. típusa ellen hatásos, de az I. típusbeli és kötőszöveti betegséggel összefüggő pulminális hipertónia esetén is hatékonynak bizonyult.

## Hatásmód
Szelektív endotelin-A (ETA) receptor antagonista. Az ETA-receptorok az ér simaizomsejtjeiben és a szívizomban találhatók, és az ET-1 kódú fehérje érszűkítő hatását közvetítik.
Az ambriszentán 4000-szer kevésbé hat az ETB-receptorokra, melyek az ET-1 hatására NO-t termelnek. A NO az érfal simaizmainak ellazítását okozza. Az ambriszentán tehát nem befolyásolja az ET-1-fehérje értágító funkcióját.

## Mellékhatások, ellenjavallatok
Az ambriszentánt a máj bontja le, majd az epe választja ki, ezért súlyos májkárosodásban szenvedő betegnek nem adható.
Állatkísérletekben az ambriszentán teratogénnek (magzatkárosítónak) bizonyult. Bár humán tapasztalat nincs, a szert tilos terhes nőnek, vagy megbízható fogamzásgátlás nélkül fogamzóképes nőnek adni. Nem ismert, hogy a szer kiválasztódik-e az anyatejbe, ezért a szoptatás ellenjavallt.
A klinikai kísérletek során periferiális ödémát tapasztaltak, mely általában enyhe volt, de 65 év felett gyakrabban fordult elő, súlyosabb formában. Ha a beteg szervezetében túl sok a folyadék, akkor azt az ambriszentán-kezelés megkezdése előtt kezelni kell.
A szer 10%-nál gyakrabban okozott fejfájást, 1%-nál gyakrabban szív-, ér- és nyirokrendszeri panaszokat és vérszegénységet.
A szer kevés más gyógyszerrel okoz kölcsönhatást, a ciklosporin egyidejű alkalmazásakor azonban fokozott óvatosság szükséges.

## Adagolás
Általában 5 mg, naponta egyszer. Súlyosabb esetben 10 mg; ez esetben a mellékhatások már erősebbek. Ciklosporinnal együtt adva a maximális adag 5 mg.
A szert csak pulminális hipertónia kezelésében jártas orvos írhatja fel.
A rendelkezésre álló kevés adat arra utal, hogy a szer hirtelen leállítása nem okozza a betegség rosszabbodását.

## Készítmények
Magyarországon:
- Volibris 5 mg filmtabletta
- Volibris 10 mg filmtabletta

Nemzetközi forgalomban (a fentieken felül):
- Letairis

## Fordítás
- Ez a szócikk részben vagy egészben  a   Pulmonary hypertension című angol Wikipédia-szócikk fordításán alapul.  Az eredeti cikk szerkesztőit annak laptörténete sorolja fel. Ez a jelzés csupán a megfogalmazás eredetét és a szerzői jogokat jelzi, nem szolgál a cikkben szereplő információk forrásmegjelöléseként.